# Eriogonum
Genre
Classification phylogénétique
Eriogonum est un genre de plantes à fleurs de la famille des Polygonaceae.

## Liste d'espèces
- Eriogonum alatum Torr.
- Eriogonum ampullaceum J.T.Howell
- Eriogonum apricum J.T.Howell
- Eriogonum argophyllum Reveal
- Eriogonum baileyi S.Watson
- Eriogonum brachyanthum Coville
- Eriogonum caespitosum Nutt.
- Eriogonum cernuum Nutt.
- Eriogonum codium Reveal et al.
- Eriogonum compositum Douglas ex Benth.
- Eriogonum corymbosum Benth.
- Eriogonum crocatum Davidson
- Eriogonum crosbyae Reveal
- Eriogonum deflexum Torr.
- Eriogonum elatum Douglas ex Benth.
- Eriogonum fasciculatum Benth.
- Eriogonum gypsophilum Wooton & Standl.
- Eriogonum heracleoides Nutt.
- Eriogonum inflatum Torr. & Frém.
- Eriogonum kennedyi Porter ex S.Watson
- Eriogonum latifolium Sm.
- Eriogonum lemmonii S.Watson
- Eriogonum longifolium Nutt.
- Eriogonum molle Greene
- Eriogonum nidularium Coville
- Eriogonum niveum Douglas ex Benth.
- Eriogonum nudum Douglas ex Benth.
- Eriogonum nummulare M.E.Jones
- Eriogonum ovalifolium Nutt.
- Eriogonum pelinophilum Reveal
- Eriogonum polycladum Benth.
- Eriogonum racemosum Nutt.
- Eriogonum rosense A.Nelson & P.B.Kenn.
- Eriogonum sphaerocephalum Douglas ex Benth.
- Eriogonum subreniforme S.Watson
- Eriogonum thymoides Benth.
- Eriogonum trichopes Torr.
- Eriogonum truncatum Torr. & A.Gray
- Eriogonum umbellatum Torr.
- Eriogonum visheri A.Nelson
- Eriogonum wrightii Torr. ex Benth.